# Heinrich Reinhardt (Architekt, 1868)
Heinrich Reinhardt (* 19. September 1868 in Offenbach am Main; † 19. Juli 1947 in Berlin) war ein deutscher Architekt.

## Leben
Reinhardt studierte Architektur an den Technischen Lehranstalten in Offenbach und später an der Technischen Hochschule (Berlin-)Charlottenburg.
Nachdem er bereits mehrfach mit Wettbewerbsentwürfen Aufmerksamkeit erregt hatte, gründete er im Jahr 1894 in Berlin mit Georg Süßenguth ein gemeinsames Architekturbüro, das weiterhin in Architektenwettbewerben erfolgreich war und viele öffentliche Gebäude, insbesondere Rathäuser ausführen konnte.

## Bauten und Entwürfe
(ab 1894 in Gemeinschaft mit Süßenguth)
- 1893: Wettbewerbsentwurf für einen Neubau des Märkischen Provinzial-Museums in Berlin (nicht ausgeführt)[1]
- 1893: Wettbewerbsentwurf für das Kreishaus des Kreises Steinburg in Itzehoe (prämiert mit dem 1. Preis; 1894–1897 wohl ohne Reinhardts Beteiligung mit Veränderungen ausgeführt; unter Denkmalschutz)[2]
- Wettbewerbsentwurf 1893, Ausführung 1894–1896: evang. Pauluskirche in Magdeburg-Wilhelmstadt
- Wettbewerbsentwurf 1893, Ausführung 1895–1900: Rathaus in (Wuppertal-) Elberfeld[3][4]
- 1894: Wettbewerbsentwurf für ein Kreishaus (Landratsamt) in Rastenburg (Ostpreußen)[5]
- Wettbewerbsentwurf 1895, Ausführung 1896–1898: Rathaus in Berlin-Steglitz
- Wettbewerbsentwurf 1895, Ausführung 1898–1900: Rathaus in Köthen
- Wettbewerbsentwurf 1896/1897, Ausführung 1898–1901: Rathaus Dessau
- 1897–1899: evang. Dreifaltigkeitskirche in Burtscheid bei Aachen
- Wettbewerbsentwurf 1897, Ausführung 1899–1901: Städtisches Museum in (Hamburg-)Altona
- Wettbewerbsentwurf 1897, Ausführung 1899–1905: Rathaus in (Berlin-)Charlottenburg
- 1903–1905: Kreishaus in Recklinghausen[6]
- Wettbewerbsentwurf 1900, Ausführung 1901–1906: Hauptbahnhof in Hamburg
- Wettbewerbsentwurf 1906, Ausführung 1908–1909: Torbauten und Trauerhalle auf dem Hauptfriedhof in Frankfurt am Main
- 1909–1911: Eckener-Gymnasium in Berlin-Mariendorf
- 1909–1911: Rathaus Treptow
- Wettbewerbsentwurf 1908, Ausführung 1910–1913: Rathaus Spandau
- 1911–1914: Reichsmarineamt in Berlin-Tiergarten
- 1925–1927: Wiederaufbau der Burg Ockenfels bei Linz am Rhein

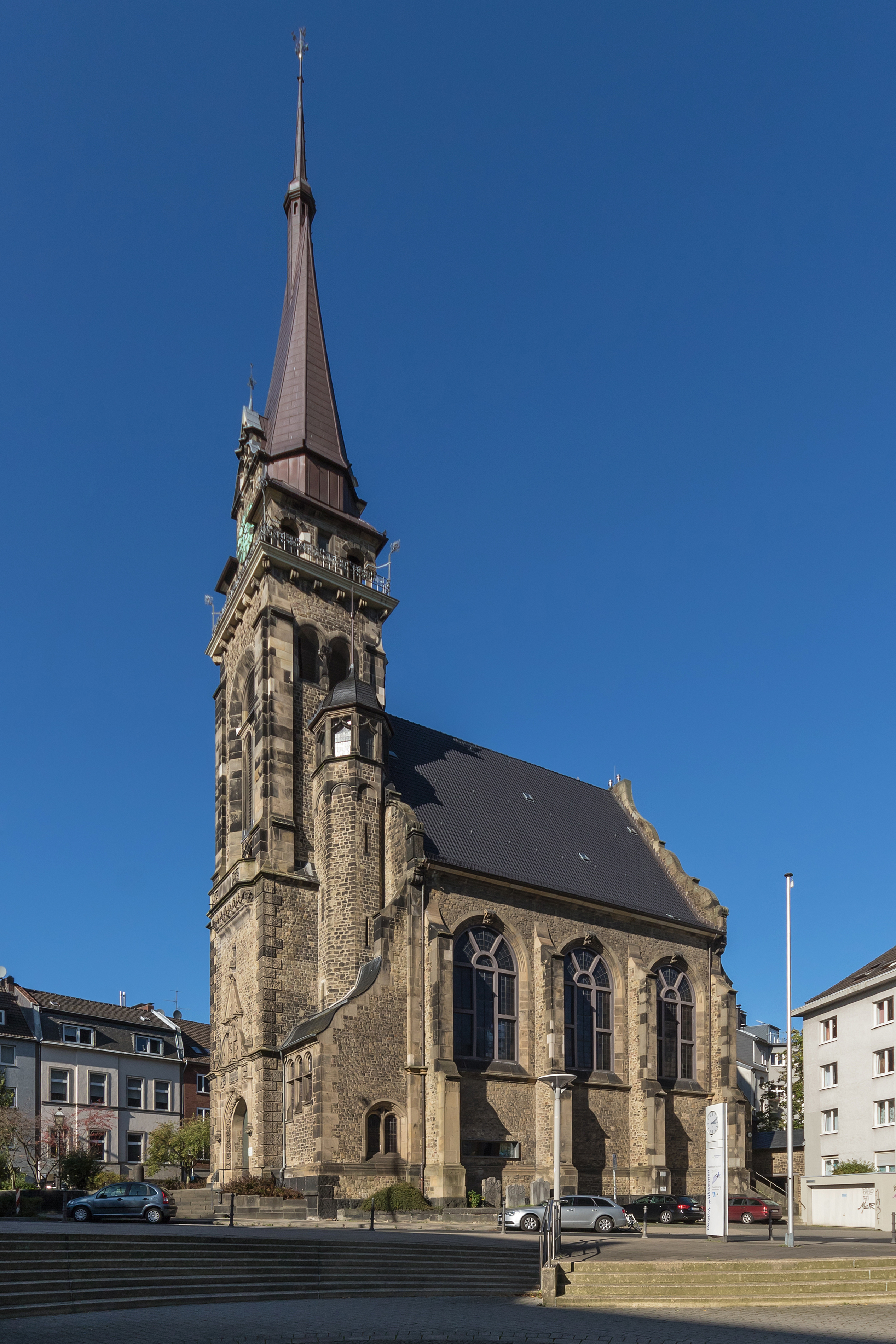
Dreifaltigkeitskirche in Aachen
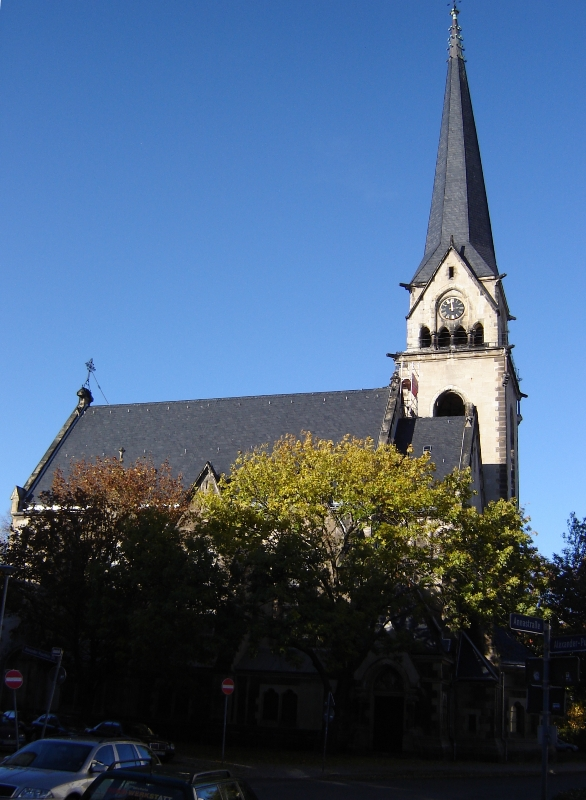
Pauluskirche in Magdeburg
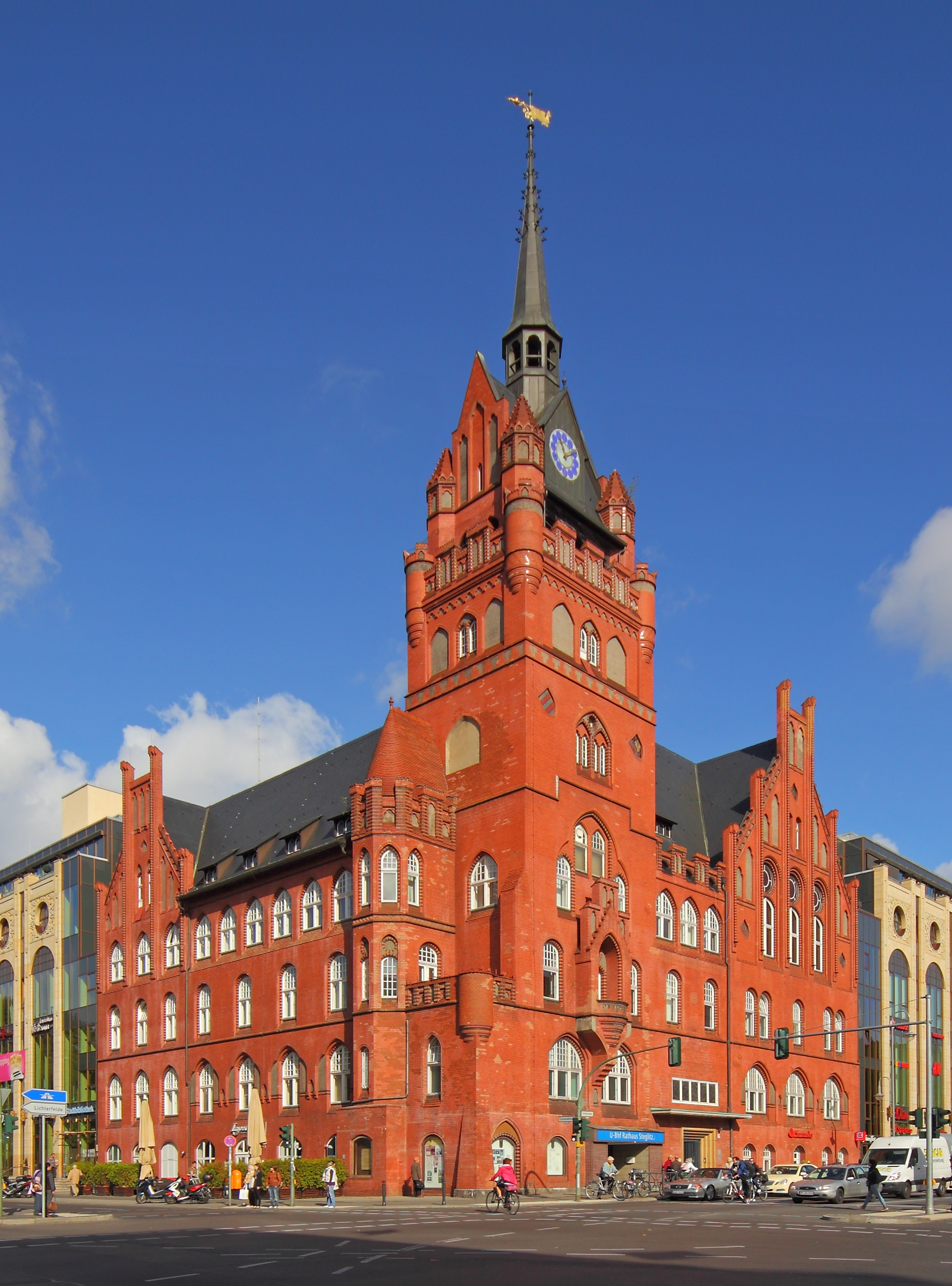
Rathaus Steglitz in Berlin
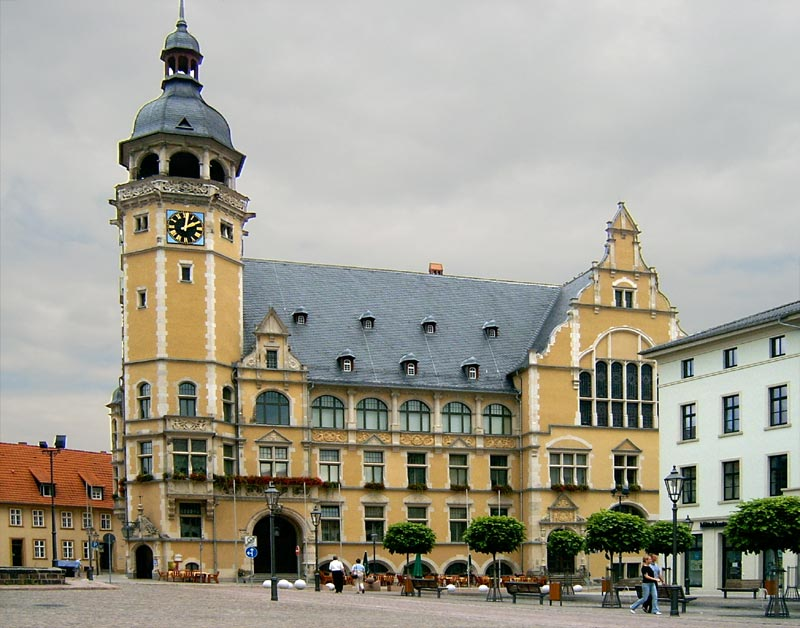
Rathaus in Köthen
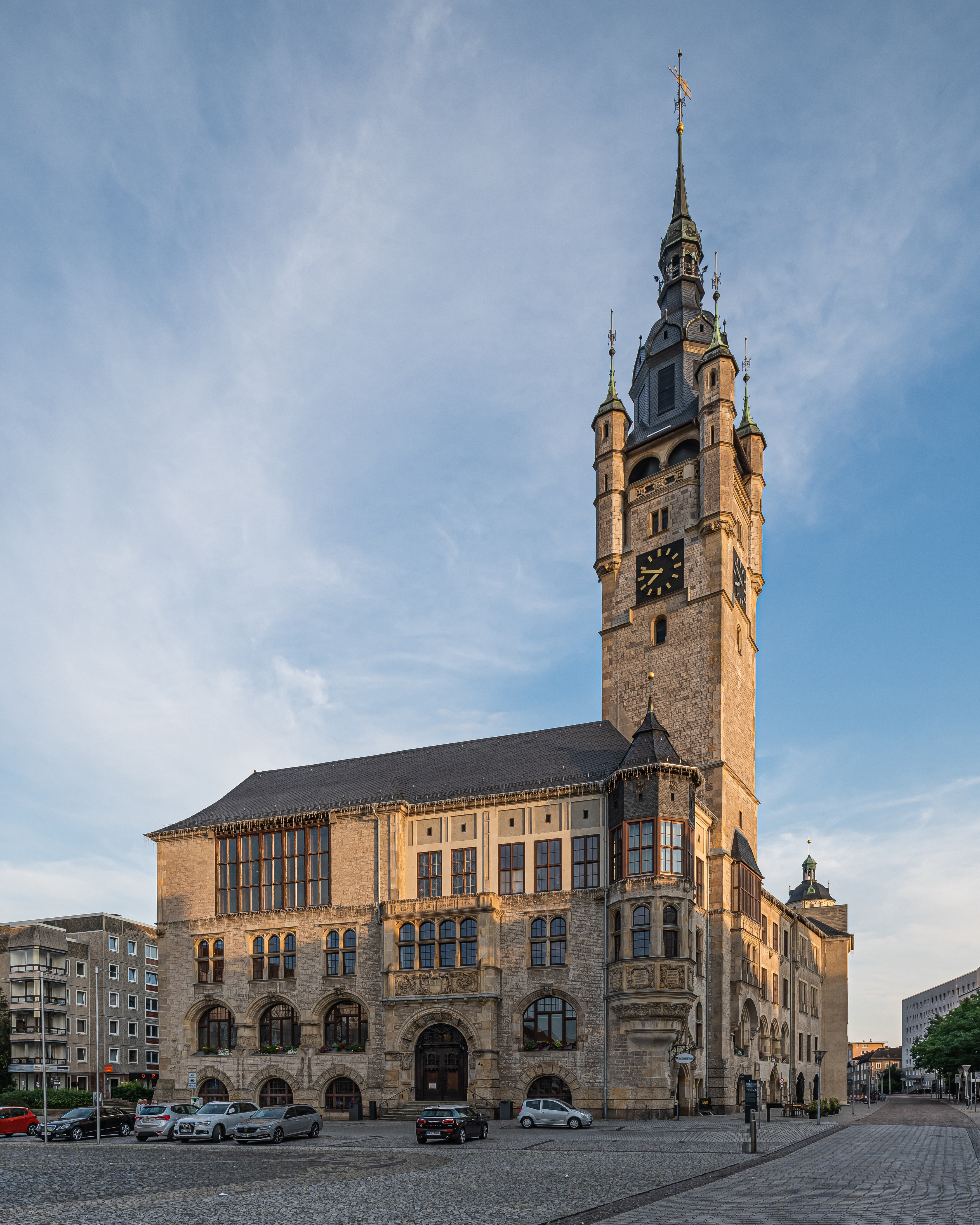
Rathaus in Dessau
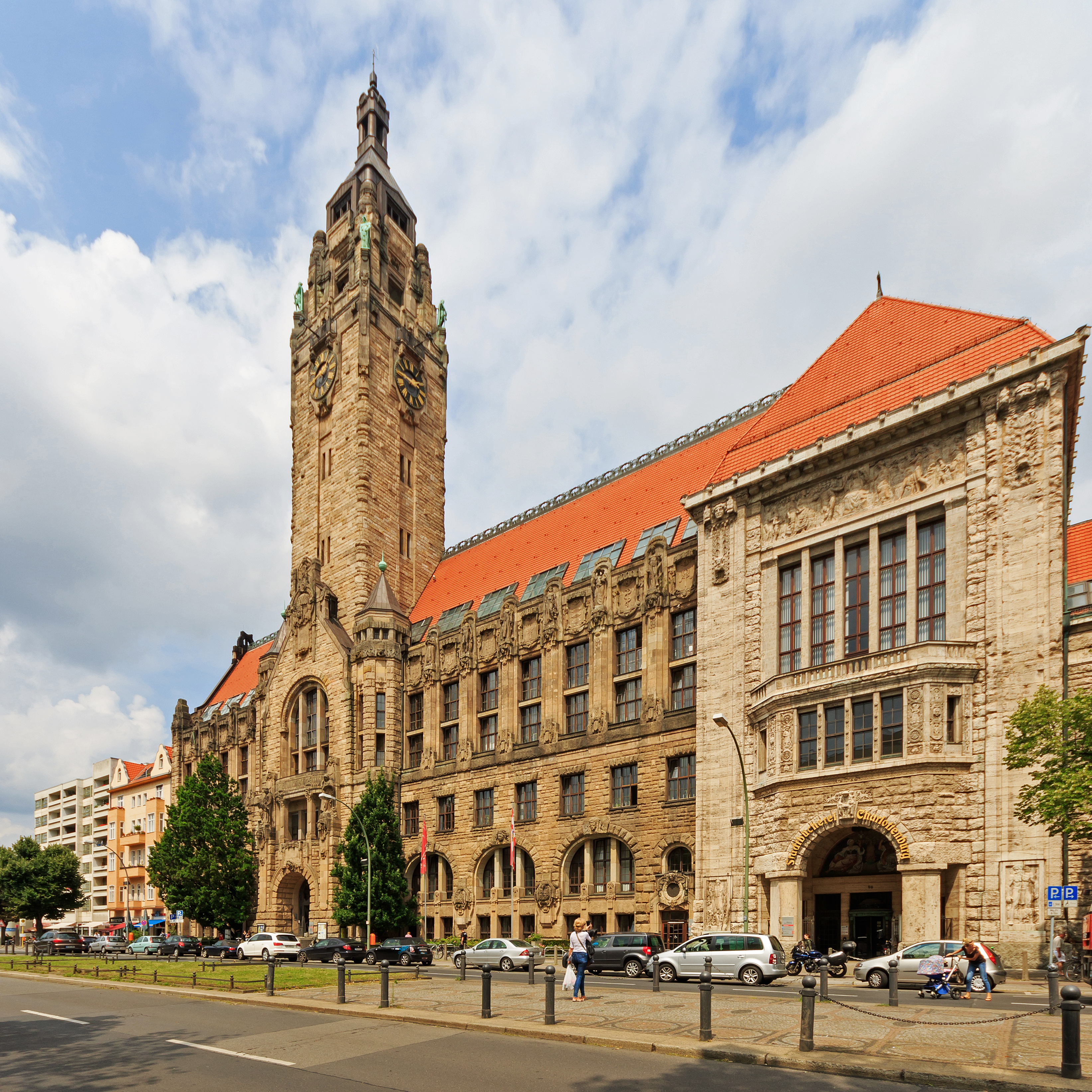
Rathaus Charlottenburg in Berlin
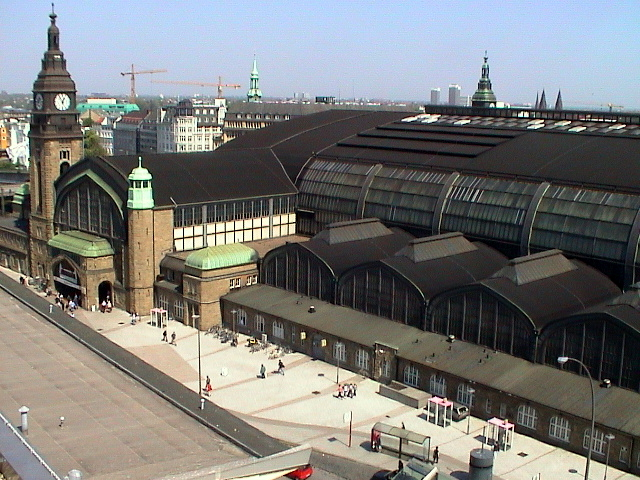
Hauptbahnhof in Hamburg, westlicher Seitenbau
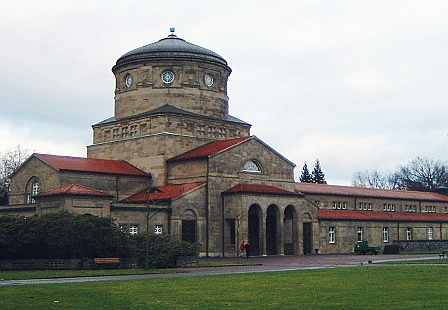
Neues Portal des Hauptfriedhofs in Frankfurt am Main
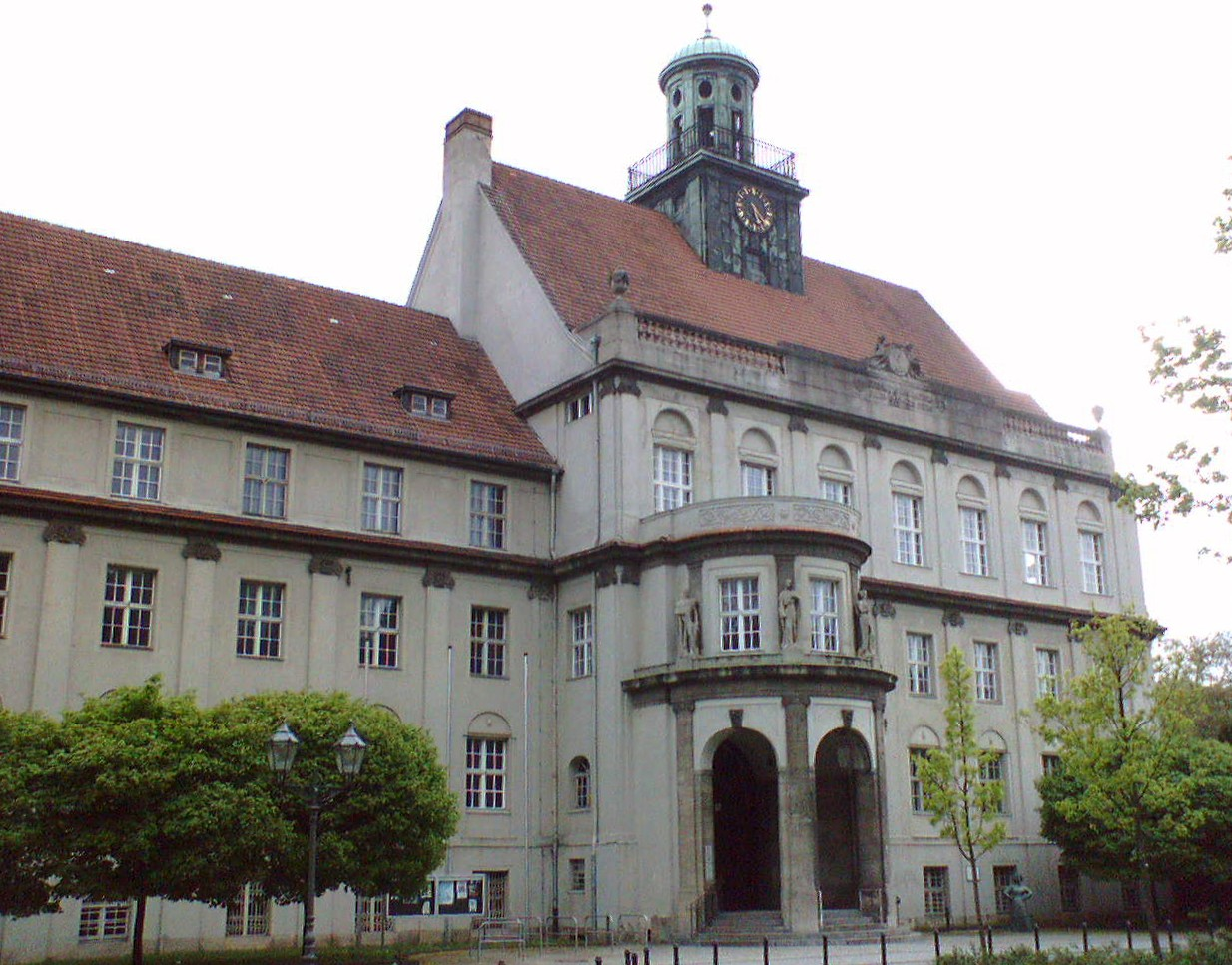
Rathaus Treptow in Berlin
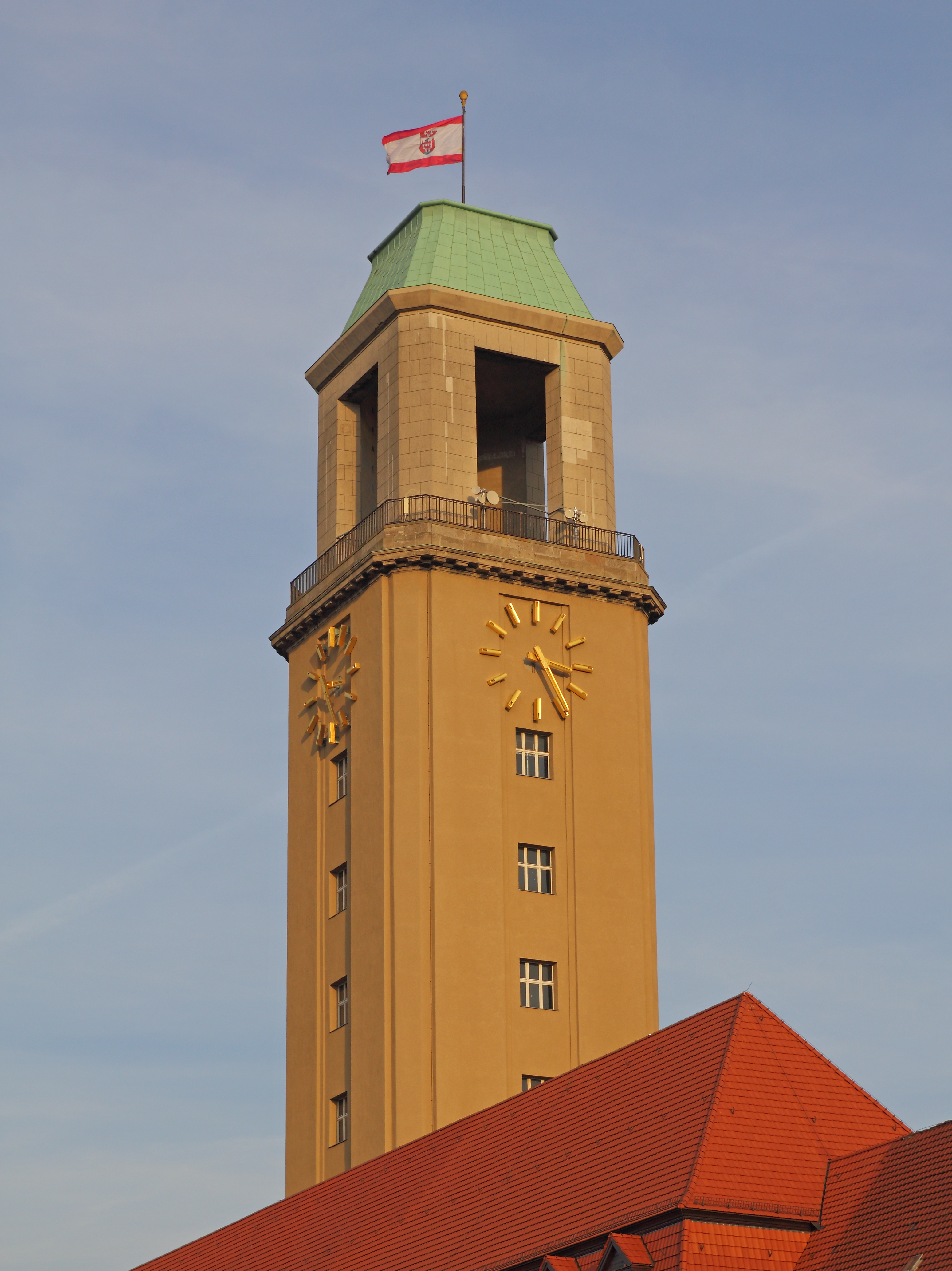
Turm des Rathauses Spandau in Berlin
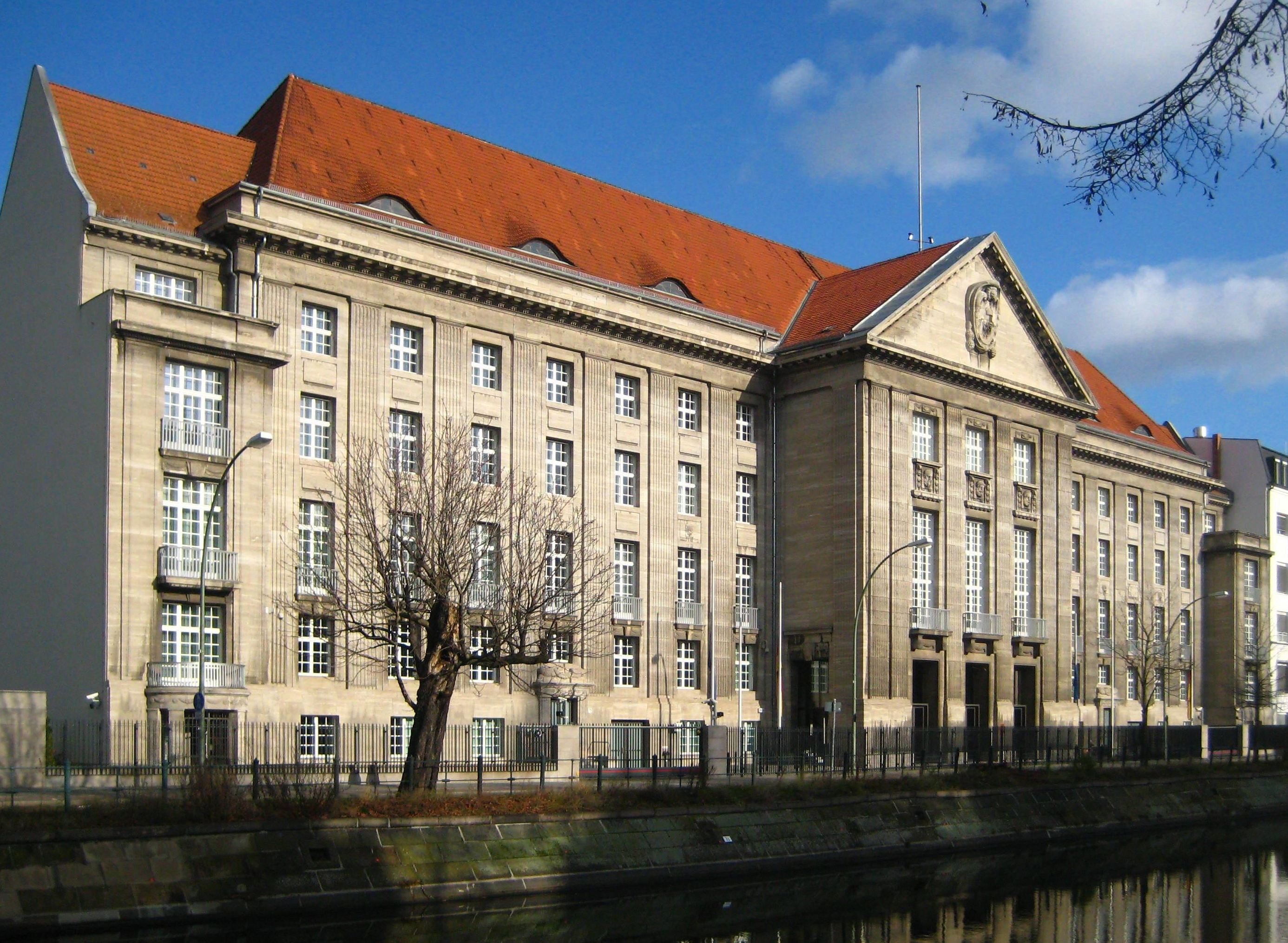
ehem. Reichsmarineamt in Berlin